# Thomas Mace
Thomas Mace (* um 1613 in Cambridge; † angeblich 1709) war ein englischer Musiker und Musikschriftsteller.
Er war Sänger (Clerk) am Trinity College in Cambridge, hielt sich 1644 in York, ab 1647 wieder in Cambridge auf und ist zuletzt um 1690 in London nachweisbar, wo er – durch Ertaubung in Armut geraten – seine Bibliothek und Instrumente verkaufte.
Mace verfasste ab 1672 sein Hauptwerk Musick’s Monument (1676 in London erschienen). In dessen drei Büchern befasste er sich mit Kirchenmusik, Laute und Viole sowie der Consort-Musik. Wichtig sind darin die genauen Mitteilungen über die englische Musizierpraxis um 1650. Außerdem berichtete er über eigene Versuche im Instrumentenbau.
Zur Einhaltung eines genauen Tempos beim Musizieren schlug Mace (zwanzig Jahre vor Louliè) den Gebrauch eines Fadenpendels vor und darf damit als der geistige Stammvater des Metronoms angesehen werden.
Außer den in Musicks’ Monument enthaltenen Instrumentalstücken kennt man von ihm nur einige Lautenstücke und ein Anthem (handschriftlich).